# Borgentreich

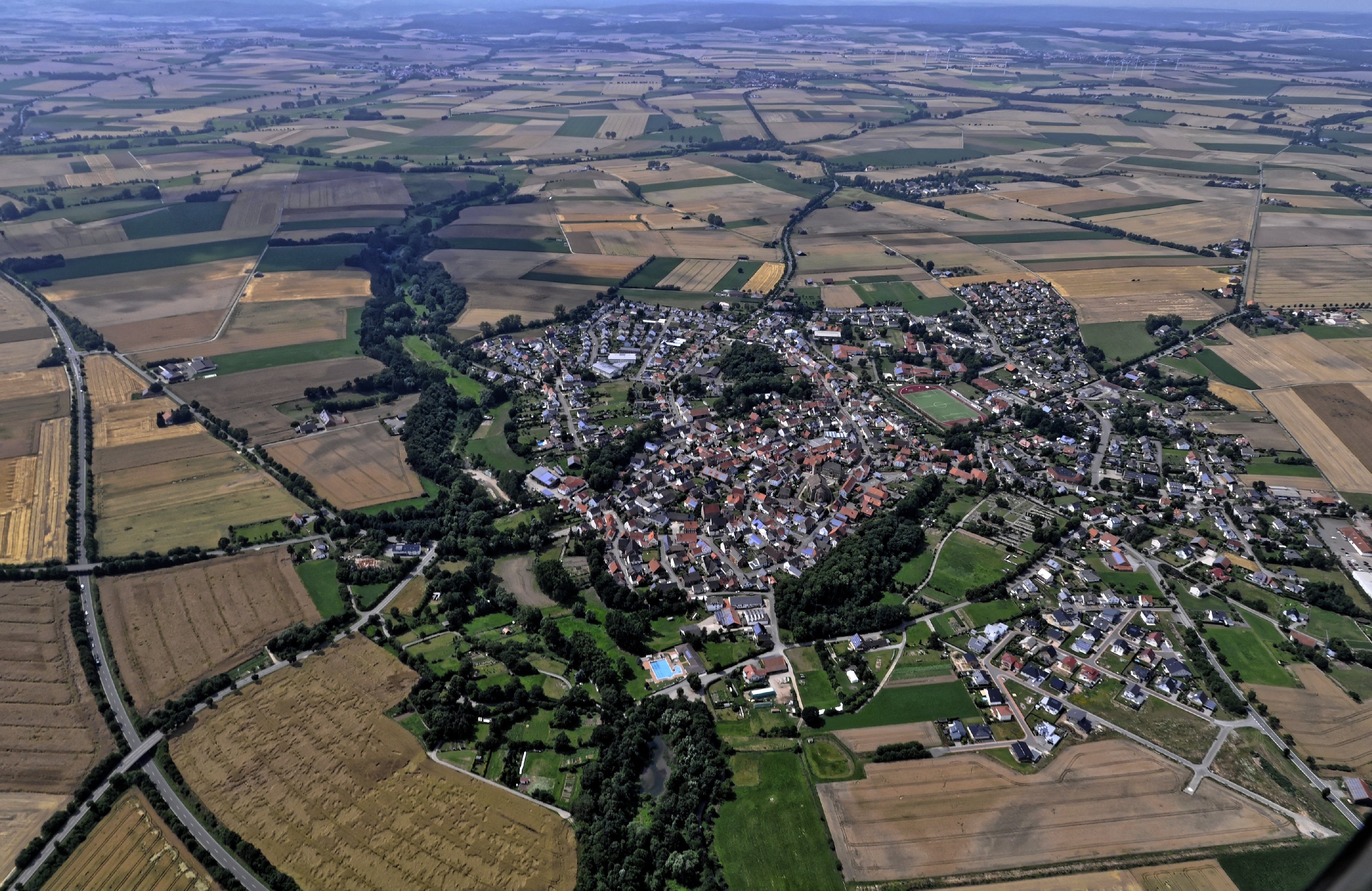
Borgentreich von oben

Borgentreich (plattdeutsch Bentreike) ist eine ostwestfälische Kleinstadt im Kreis Höxter im Osten von Nordrhein-Westfalen, Deutschland. In Borgentreich, das sich auf einer Fläche von rund 139 km² erstreckt, leben etwa 8600 Einwohner. Für den heutigen Ortsnamen Borgentreich gibt es folgende historische Bezeichnungen: Berentreiche, Bogentrike, Borgentrike, Borgetrik. Im Niederdeutschen wird der Ort auch als Borgentrike bezeichnet. Seit dem 24. Juli 2012 trägt Borgentreich offiziell den Titel „Orgelstadt“.

## Geografie

### Geografische Lage
Borgentreich liegt in der Warburger Börde an der Grenze des Landes Nordrhein-Westfalen zu Hessen zwischen Eggegebirge und Weser. Die nächstgelegenen Oberzentren sind das rund 35 km nordwestlich gelegene Paderborn und das rund 35 km südöstlich gelegene Kassel.
Die Kernstadt von Borgentreich wird in Ost-West-Richtung vom Mühlenbach (ein Eggel-Zufluss) durchflossen, durch den südlichen Stadtteil Körbecke fließt in Nord-Süd-Richtung der Vombach (ein Diemel-Zufluss) und vorbei am südwestlichen Stadtteil Lütgeneder verläuft in gleicher Richtung die Eggel.
Das Stadtgebiet weist große Höhenunterschiede auf, die niedrigste Höhe liegt mit 169 m ü. NN am Abfluss der Eggel aus dem Stadtgebiet südlich von Rösebeck, die höchste Erhebung, der „Hohe Berg“ liegt auf 371 m ü. NN südlich von Manrode in direkter Nähe zur Landesgrenze zu Hessen.

### Geologie

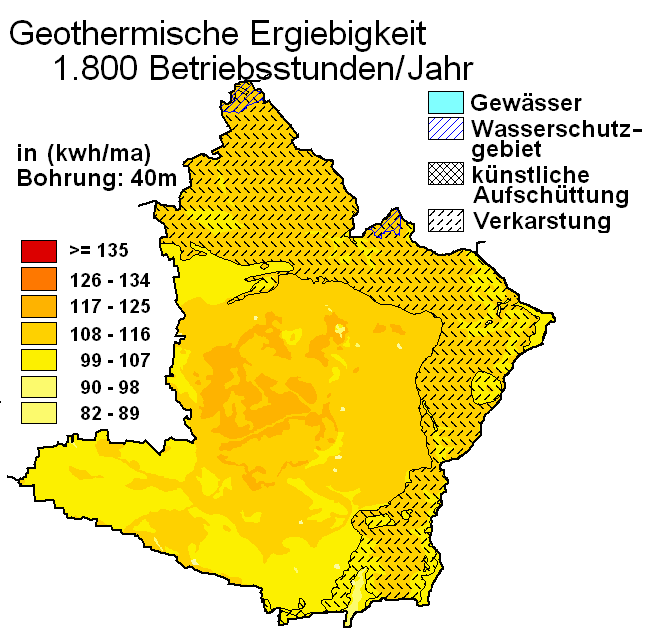
Geothermische Karte von Borgentreich

Die Festgesteine wurden vor 240 bis 220 Millionen Jahren vorwiegend aus Sedimenten eines hier befindlichen Meeres bzw. aus Flüssen gebildet. Davon ausgenommen sind vulkanische Durchbrüche am Tannenkopf, im Weißholz, am Hohen Berg, Spiegelsberg und westlich Elendburg, die erst rund 19 Millionen Jahre alt sind. In den Taleinschnitten und in weiten Bereichen der Warburger Börde bedecken Lockergesteine des Eiszeitalters, vor allem vom Wind abgelagerter Löss, Sand und Kies, den Untergrund aus Festgestein, das vorrangig aus Ton- und Mergelsteinen, zum Teil auch aus Sand- und Dolomitsteinen des Keupers besteht. Im darunter liegenden Festgesteinssockel sind auch Gesteine des Buntsandsteins und des Erdaltertums zu finden.
Trinkwasser wird aus dem Grundwasser aus verschiedenen Gesteinen im Untergrund entnommen. Dabei sind die verkarsteten Kalksteine der oberen Muschelkalkzeit die wichtigsten Grundwasserleiter. Wegen Gipsführung in Tonsteinen sind die Grundwässer jedoch oft reich an Calciumsulfat, so dass sie nicht als Trinkwasser verwendet werden können. Aus diesem Grund besteht zur Sicherung der Trinkwasserversorgung eine Fernwasserleitung zur benachbarten Stadt Trendelburg.
Borgentreich eignet sich gut, in Kammlagen sehr gut, zur Nutzung von geothermischen Wärmequellen mittels Erdwärmesonde und Wärmegewinnung durch Wärmepumpenheizungen (vgl. dazu die nebenstehende Karte).

### Ausdehnung und Nutzung des Stadtgebiets
Die Fläche der als „Große Landgemeinde“ klassifizierten Stadt von 138,76 km² besitzt eine Nord-Süd-Ausdehnung von etwa 17,3 km und eine West-Ost-Ausdehnung von rund 16,6 km.
| Fläche nach Nutzungsart | Landwirt- schafts- fläche | Wald- fläche | Gebäude-, Frei- und Betriebsfläche | Verkehrs- fläche | Wasser- fläche | Sport- und Grünfläche | sonstige Nutzung |
| ----------------------- | ------------------------- | ------------ | ---------------------------------- | ---------------- | -------------- | --------------------- | ---------------- |
| Fläche in km²           | 111,79                    | 15,38        | 4,76                               | 5,43             | 0,87           | 0,32                  | 0,20             |
| Anteil an Gesamtfläche  | 80,56 %                   | 11,08 %      | 3,43 %                             | 3,91 %           | 0,63 %         | 0,23 %                | 0,14 %           |

### Nachbargemeinden
Borgentreich grenzt im Norden an die Stadt Beverungen (Kreis Höxter, Nordrhein-Westfalen), im Nordosten an die Stadt Bad Karlshafen, im Osten an die Stadt Trendelburg, im Südosten an die Stadt Liebenau (alle im Landkreis Kassel, Hessen), im Süden an die Stadt Warburg, sowie im Westen an die Stadt Willebadessen und im Nordwesten an die Stadt Brakel (beide im Kreis Höxter, Nordrhein-Westfalen).

### Stadtgliederung

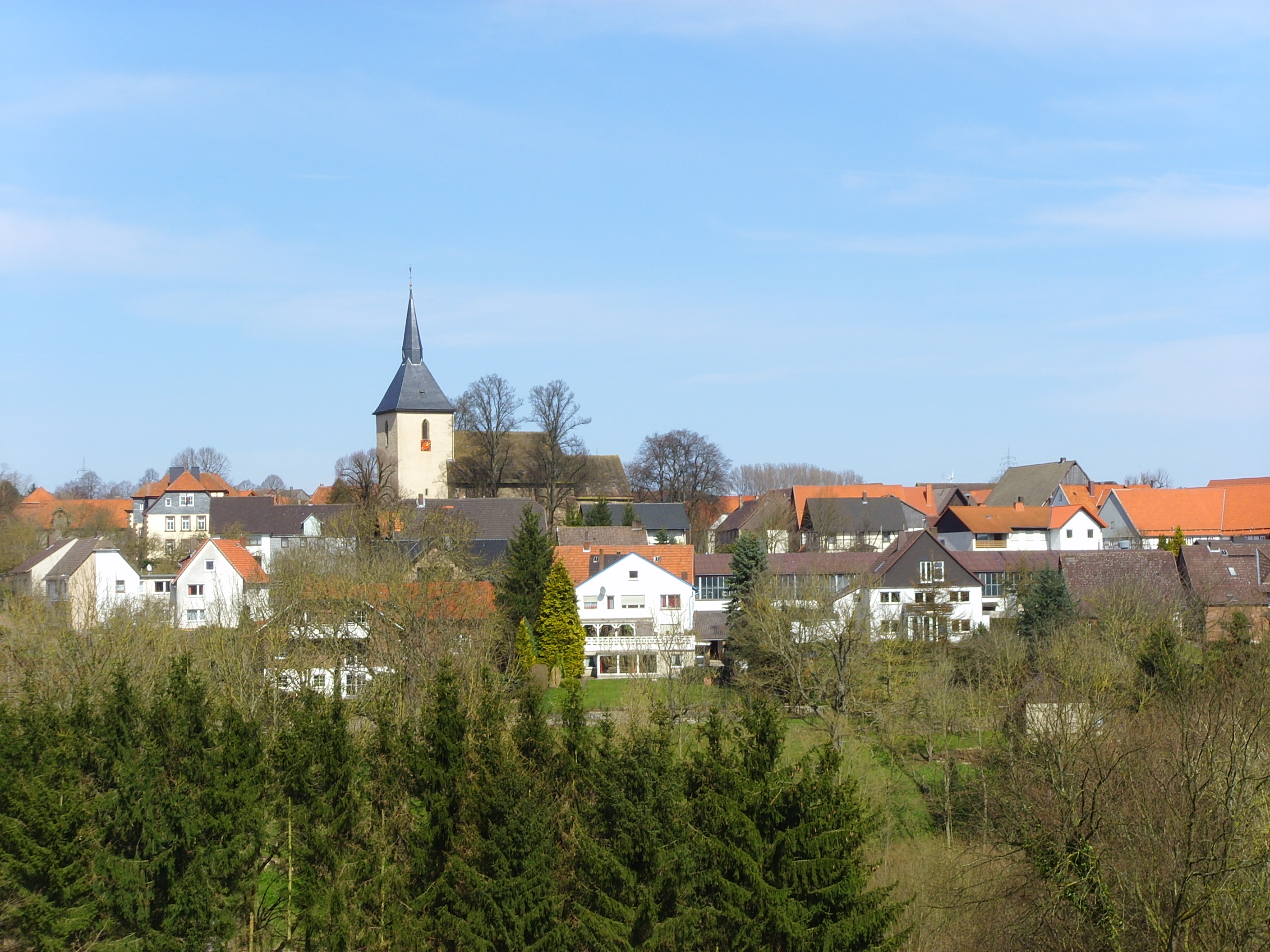
Blick über den Ortsteil Borgholz

Nach § 1 ihrer Hauptsatzung gliedert sich die Stadt Borgentreich in folgende zwölf Stadtbezirke, die vor 1975 eigenständige Gemeinden im Amt Borgentreich waren:
| Ortsteil     | Einwohner | Gliederung von Borgentreich |
| ------------ | --------- | --------------------------- |
| Borgentreich | 2566      | Gliederung von Borgentreich |
| Borgholz     | 1055      | Gliederung von Borgentreich |
| Bühne        | 1189      | Gliederung von Borgentreich |
| Drankhausen  | 0061      | Gliederung von Borgentreich |
| Großeneder   | 0823      | Gliederung von Borgentreich |
| Körbecke     | 0668      | Gliederung von Borgentreich |
| Lütgeneder   | 0423      | Gliederung von Borgentreich |
| Manrode      | 0492      | Gliederung von Borgentreich |
| Muddenhagen  | 0204      | Gliederung von Borgentreich |
| Natingen     | 0335      | Gliederung von Borgentreich |
| Natzungen    | 0800      | Gliederung von Borgentreich |
| Rösebeck     | 0492      | Gliederung von Borgentreich |
| Gesamt       | 9040      | Gliederung von Borgentreich |

### Klima

Niederschlagsdiagramm Borgentreich

Borgentreich gehört der gemäßigten Klimazone Mitteleuropas an. Es liegt im Bereich des subatlantischen Seeklimas. Die Winter sind unter atlantischem Einfluss meist mild und die Sommer mäßig-warm. Es herrscht ganzjährig ein humides Klima mit relativ gleich verteilten Niederschlägen vor. Im langjährigen Mittel fallen mit 677,8 mm Niederschlag pro Jahr etwas weniger Niederschläge als im deutschen Mittel (700 mm). Die Jahresdurchschnittstemperatur liegt bei etwa 8–9 °C.
|                        | Jan  | Feb  | Mär  | Apr  | Mai  | Jun  | Jul  | Aug  | Sep  | Okt  | Nov  | Dez  |   |       |
| Mittl. Temperatur (°C) | −0,2 | 0,6  | 3,7  | 7,5  | 12,1 | 15,1 | 16,5 | 16,4 | 13,3 | 9,2  | 4,1  | 1,0  | ⌀ | 8,3   |
|                        |      |      |      |      |      |      |      |      |      |      |      |      |   |       |
| Niederschlag (mm)      | 53,8 | 43,0 | 51,5 | 49,2 | 59,8 | 75,2 | 62,6 | 60,9 | 56,2 | 42,9 | 56,5 | 66,0 | Σ | 677,6 |

|  |

|  |

|  |

|  |

|  |

|  |

|  |

|  |

|  |

|  |

|  |

|  |

|  |

|  |

|  |

|  |

|  |

|  |

|  |

|  |

|  |

|  |

|  |

|  |

→ siehe auch: Klima in Ostwestfalen-Lippe

## Geschichte

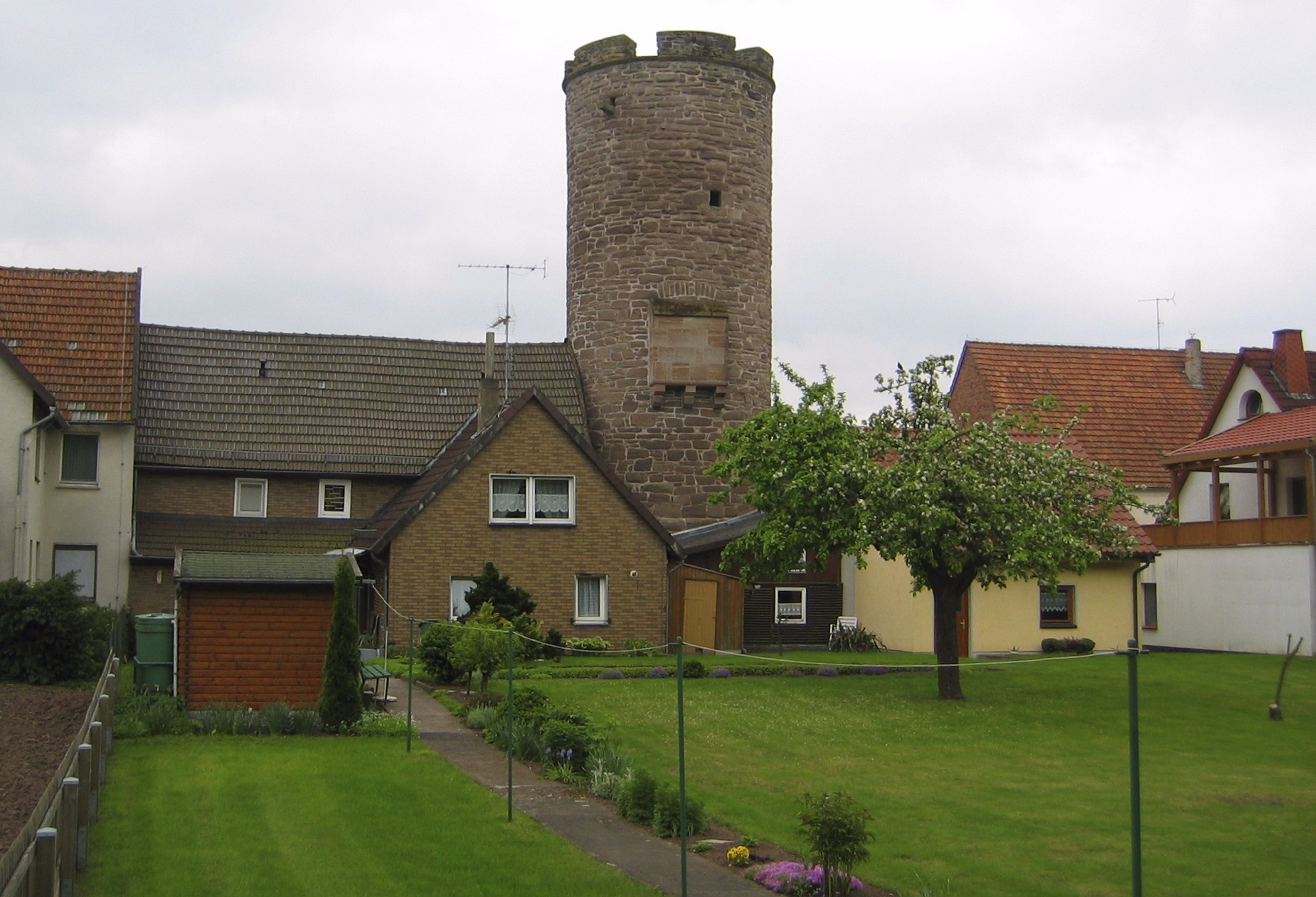
Der historische Balkenturm

Bei Ausgrabungen im Jahr 2011 wurde in der Nähe des Ortsteiles Großeneder ein Gräberfeld aus der Zeit um 4900 vor Christus innerhalb einer 14 Fußballfelder großen Siedlung entdeckt.
Zum ersten Mal wurde Borgentreich im Jahr 1280 als Borguntriche erwähnt, als der Paderborner Bischof Otto von Rietberg vom Kölner Erzbischof Siegfried von Westerburg die Erlaubnis zur Stadtbefestigung erhielt. Die genaue Lage der bischöflichen Burg ist nicht überliefert, von der 1833 zum großen Teil abgebrochenen Stadtmauer ist noch der Balkenturm erhalten.
Borgentreich gehörte seit seiner Gründung zur weltlichen Herrschaft des deutschen Bistums Paderborn, ursprünglich im Herzogtum Sachsen. Ab dem 14. Jahrhundert bildete sich das Territorium Hochstift Paderborn im Heiligen Römischen Reich, darin ab dem 16. Jahrhundert zum niederrheinisch-westfälischen Reichskreis. Die Stadt gehörte vom 14. bis ins 16. Jahrhundert zum Kreis der der Stadt Warburg zugeordneten Hansestädte. Neben Paderborn, Warburg und Brakel gehörte Borgentreich zu den vier sog. Hauptstädten des Hochstifts. Die Stadt war außerdem Sitz der Richterei Borgentreich, einer Untergliederung des Hochstifts, zu der auch die umliegenden Orte Bühne, Daseburg, Körbecke, Manrode, Muddenhagen und Rösebeck gehörten.
1802/03 wurde das Hochstift erstmals vom Königreich Preußen in Besitz genommen. Von 1807 bis 1813 gehörte Borgentreich zum Königreich Westphalen und war dort Hauptort des Kantons Borgentreich  im Distrikt Höxter des Departements der Fulda. Seit 1815 gehörte Borgentreich endgültig zum Königreich Preußen und 1816 kam die Stadt zum Kreis Warburg in der Provinz Westfalen. 1836 erhielt die Stadt die preußische revidierte Städteordnung und wurde dadurch zu einer amtsfreien Stadt im Kreis Warburg. Am 1. April 1937 wurde Borgentreich in das Amt Borgholz eingegliedert und verlor damit seine Amtsfreiheit. Das Amt Borgholz wurde daraufhin in Amt Borgentreich umbenannt.
Seit dem 12. Mai 2012 ist die Stadt Borgentreich offiziell dem Westfälischen Hansebund angeschlossen.

### Religionen
Aufgrund seiner Zugehörigkeit zum ehemaligen Hochstift Paderborn ist die Bevölkerung Borgentreichs traditionell mehrheitlich katholisch. Die zehn katholischen Pfarrgemeinden in den Ortsteilen gehören zum Pfarrverbund Borgentreich im Dekanat Höxter des Erzbistums Paderborn.
Die evangelisch-lutherisch Gläubigen im Gemeindegebiet gehören zur Evangelischen Kirche in Borgentreich. Diese gehört zum Kirchenkreis Paderborn der Evangelischen Kirche von Westfalen.

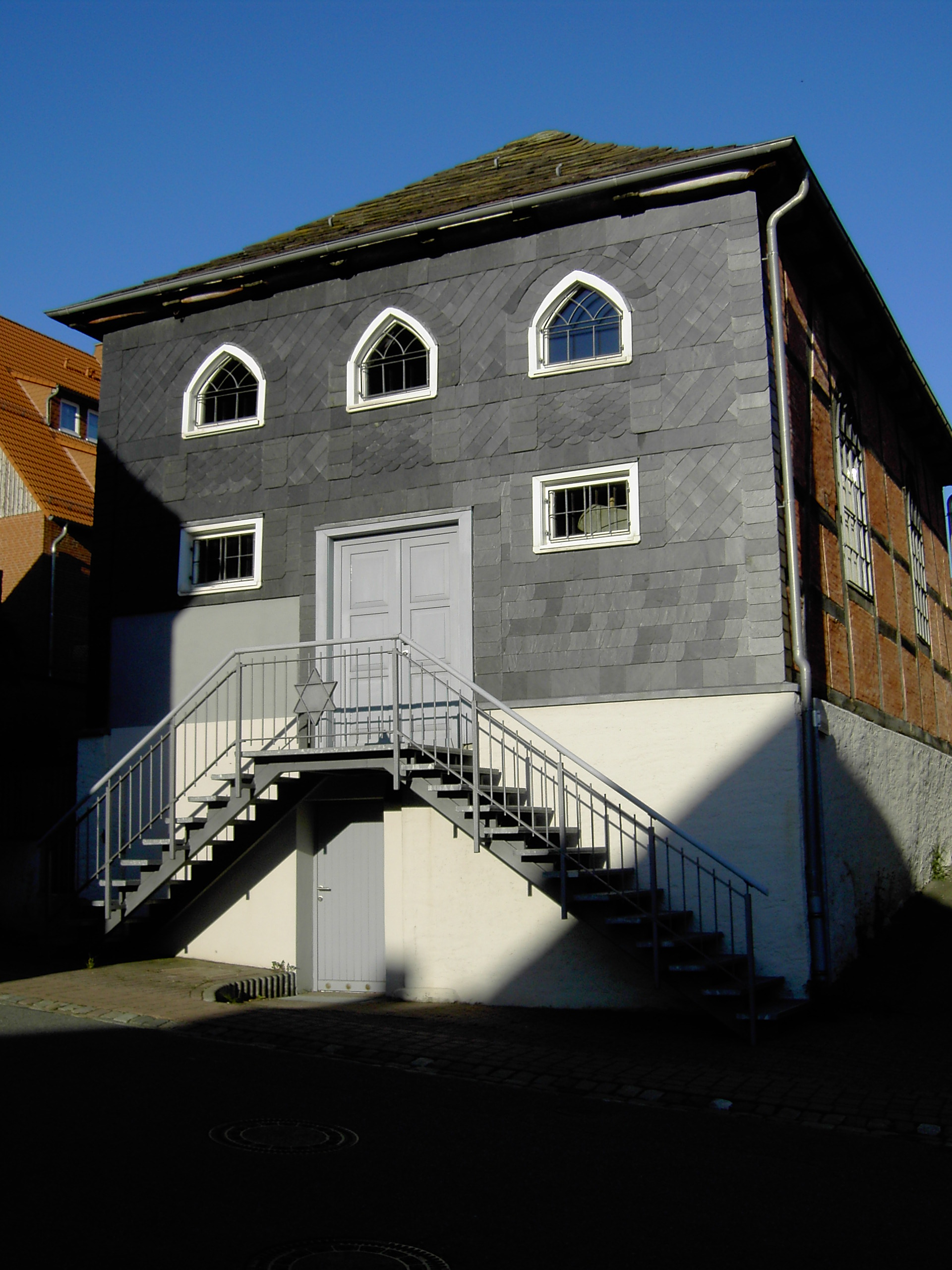
Synagoge in Borgentreich-Borgholz

In Borgentreich erinnern die jüdischen Friedhöfe in den Ortsteilen Borgentreich, Borgholz, Bühne und Großeneder und die alte Synagoge im Ortsteil Borgholz an die jüdische Vergangenheit des Ortes.
Ein Indiz für die aktuelle Verteilung der Religionen kann die konfessionelle Zugehörigkeit der Borgentreicher Schüler sein. Demnach gaben im Schuljahr 2006/2007 14,7 % der Schüler evangelisch und 80,4 % katholisch als Religionszugehörigkeit an. 0,4 % gaben eine andere Religionszugehörigkeit und 4,4 % keine Konfession an.

### Eingemeindungen
Im Jahr 1890 erfolgte die Eingemeindung eines Teils des Gutsbezirks Dinkelburg. Im Rahmen der nordrhein-westfälischen Gebietsreform (§ 35 Sauerland/Paderborn-Gesetz) wurden die beiden Städte Borgentreich und Borgholz sowie die zehn Gemeinden Bühne, Drankhausen, Großeneder, Körbecke, Lütgeneder, Manrode, Muddenhagen, Natingen, Natzungen und Rösebeck aus dem Amt Borgentreich am 1. Januar 1975 zur neuen Stadt Borgentreich zusammengeschlossen, die gleichzeitig zum Kreis Höxter kam.

### Einwohnerentwicklung
Die folgende Übersicht zeigt die Einwohnerzahlen der Stadt Borgentreich nach dem jeweiligen Gebietsstand. Änderungen des Gebietsstandes ergaben sich durch die Eingemeindung eines Teils des Gutsbezirks Dinkelburg im Jahr 1890 und den Zusammenschluss der Stadt mit elf umliegenden Städten und Gemeinden zum 1. Januar 1975.
Bei den Zahlen handelt es sich bis 1970 und für 1987 um Volkszählungsergebnisse und ab 1975 um amtliche Fortschreibungen des Statistischen Landesamtes. Die Zahlen für 1975, 1980 und 1985 sind geschätzte Werte und die Zahlen ab 1990 Fortschreibungen auf Basis der Ergebnisse der Volkszählung von 1987, ab 2012 Fortschreibungen auf Basis des Zensus 2011. Die Angaben beziehen sich ab 1867 sowie für 1946 auf die Ortsanwesende Bevölkerung, ab 1925 auf die Wohnbevölkerung und ab 1987 auf die Bevölkerung am Ort der Hauptwohnung. Vor 1871 wurde die Einwohnerzahl nach uneinheitlichen Erhebungsverfahren ermittelt.

Bevölkerungsentwicklung in Borgentreich von 1818 bis 2006 (jeweiliger Gebietsstand; 1975 Diskontinuität aufgrund Eingemeindungen)

Borgentreich nach dem damaligen Gebietsstand
| Jahr            | Einwohner |
| --------------- | --------- |
| 1818 (31. Dez.) | 1.583     |
| 1831 (3. Dez.)  | 1.684     |
| 1837 (3. Dez.)  | 1.685     |
| 1843 (3. Dez.)  | 1.812     |
| 1849 (3. Dez.)  | 1.918     |
| 1852 (3. Dez.)  | 1.850     |
| 1858 (3. Dez.)  | 1.718     |
| 1861 (3. Dez.)  | 1.729     |
| 1867 (3. Dez.)  | 1.601     |
| 1871 (1. Dez.)  | 1.546     |
| 1885 (1. Dez.)  | 1.539     |

| Jahr            | Einwohner |
| --------------- | --------- |
| 1895 (1. Dez.)  | 1.597     |
| 1905 (1. Dez.)  | 1.603     |
| 1925 (16. Juni) | 1.685     |
| 1933 (16. Juni) | 1.679     |
| 1939 (17. Mai)  | 1.646     |
| 1946 (29. Okt.) | 2.046     |
| 1950 (13. Sep.) | 2.058     |
| 1961 (6. Juni)  | 2.094     |
| 1970 (27. Mai)  | 2.396     |
| 1974 (30. Juni) | 2.291     |

Borgentreich nach dem heutigen Gebietsstand
| Jahr            | Einwohner |
| --------------- | --------- |
| 1961 (6. Juni)  | 9.079     |
| 1970 (27. Mai)  | 9.582     |
| 1974 (30. Juni) | 9.319     |
| 1975 (31. Dez.) | 9.127     |
| 1980 (31. Dez.) | 8.908     |
| 1985 (31. Dez.) | 8.807     |
| 1987 (25. Mai)  | 9.161     |

| Jahr            | Einwohner |
| --------------- | --------- |
| 1990 (31. Dez.) | 9.376     |
| 1995 (31. Dez.) | 9.743     |
| 2000 (31. Dez.) | 9.894     |
| 2005 (31. Dez.) | 9610      |
| 2010 (31. Dez.) | 9.092     |
| 2012 (31. Dez.) | 9.040     |
| 2013 (31. Dez.) | 9.035     |

| Jahr            | Einwohner |
| --------------- | --------- |
| 2014 (31. Dez.) | 9.503     |
| 2015 (31. Dez.) | 9.836     |
| 2016 (31. Dez.) | 9.182     |
| 2017 (31. Dez.) | 9.179     |
| 2021 (31. Dez.) | 8.638     |
| 2022 (31. Dez.) | 8.761     |

## Politik
Borgentreich gehört zum Landtagswahlkreis Höxter (102), in dem bei der Landtagswahl 2005 Hubertus Fehring (CDU) als Direktkandidat gewählt wurde. Auf Bundesebene gehört Borgentreich zum Bundestagswahlkreis Höxter – Lippe II (137), in dem 2009 Jürgen Herrmann (CDU) erneut als Direktkandidat gewählt wurde.

### Stadtrat
Die Kommunalwahl am 13. September 2020 führte zu folgendem Ergebnis:
| Kommunalwahl 2020 | Kommunalwahl 2020 | Kommunalwahl 2020 | Sitzverteilung 2020 im Stadtrat BorgentreichInsgesamt 26 Sitze - Grüne: 3 - SPD: 7 - FDP: 2 - UWB: 3 - CDU: 11 |
| Partei            | Sitze             | Stimmenanteil     | Sitzverteilung 2020 im Stadtrat BorgentreichInsgesamt 26 Sitze - Grüne: 3 - SPD: 7 - FDP: 2 - UWB: 3 - CDU: 11 |
| CDU               | 11                | 41,82 %           | Sitzverteilung 2020 im Stadtrat BorgentreichInsgesamt 26 Sitze - Grüne: 3 - SPD: 7 - FDP: 2 - UWB: 3 - CDU: 11 |
| SPD               | 07                | 26,24 %           | Sitzverteilung 2020 im Stadtrat BorgentreichInsgesamt 26 Sitze - Grüne: 3 - SPD: 7 - FDP: 2 - UWB: 3 - CDU: 11 |
| FDP               | 02                | 08,45 %           | Sitzverteilung 2020 im Stadtrat BorgentreichInsgesamt 26 Sitze - Grüne: 3 - SPD: 7 - FDP: 2 - UWB: 3 - CDU: 11 |
| UWG/UWB1          | 03                | 13,55 %           | Sitzverteilung 2020 im Stadtrat BorgentreichInsgesamt 26 Sitze - Grüne: 3 - SPD: 7 - FDP: 2 - UWB: 3 - CDU: 11 |
| GRÜNE             | 03                | 09,94 %           | Sitzverteilung 2020 im Stadtrat BorgentreichInsgesamt 26 Sitze - Grüne: 3 - SPD: 7 - FDP: 2 - UWB: 3 - CDU: 11 |
| Gesamt3           | 26                | 1000 %            | Sitzverteilung 2020 im Stadtrat BorgentreichInsgesamt 26 Sitze - Grüne: 3 - SPD: 7 - FDP: 2 - UWB: 3 - CDU: 11 |
| Wahlbeteiligung   | 67,0 %            | 67,0 %            | Sitzverteilung 2020 im Stadtrat BorgentreichInsgesamt 26 Sitze - Grüne: 3 - SPD: 7 - FDP: 2 - UWB: 3 - CDU: 11 |

Die folgende Tabelle zeigt die Zusammensetzung des Stadtrates und die Kommunalwahlergebnisse von 1975 bis 2014.
|                 | 2014   | 2014   | 2009   | 2009   | 2004   | 2004   | 1999   | 1999   | 1994   | 1994   | 1989   | 1989   | 1984   | 1984   | 1979   | 1979   | 1975  | 1975 |
| Partei          | Sitze  | %      | Sitze  | %      | Sitze  | %      | Sitze  | %      | Sitze  | %      | Sitze  | %      | Sitze  | %      | Sitze  | %      | Sitze | %    |
| --------------- | ------ | ------ | ------ | ------ | ------ | ------ | ------ | ------ | ------ | ------ | ------ | ------ | ------ | ------ | ------ | ------ | ----- | ---- |
| CDU             | 15     | 55,6   | 16     | 60,8   | 16     | 61,7   | 18     | 56,6   | 18     | 50,5   | 17     | 51,8   | 20     | 55,8   | 21     | 64,3   | 26    | 71,8 |
| SPD             | 07     | 27,1   | 08     | 30,2   | 08     | 30,3   | 12     | 36,2   | 11     | 30,8   | 09     | 26,5   | 05     | 16,3   | 04     | 11,8   | 02    | 08,7 |
| FDP             | 01     | 05,2   | 02     | 09,0   | 01     | 04,9   | 01     | 02,4   | 0      | 04,0   | 03     | 09,3   | 03     | 09,2   | 03     | 07,8   | 0     | 03,4 |
| UWG/UWB1        | 0–     | –      | −      | −      | 01     | 03,1   | 01     | 04,7   | 02     | 06,2   | 0−     | −      | 0−     | −      | 0−     | −      | 0−    | −    |
| GRÜNE           | 02     | 08,2   | −      | −      | −      | −      | −      | −      | 01     | 05,1   | 0−     | −      | 0      | 04,5   | 0−     | −      | 0−    | −    |
| CWG2            | 0–     | –      | −      | −      | −      | −      | −      | −      | 0−     | −      | 04     | 12,4   | 05     | 14,3   | 05     | 16,1   | 05    | 16,1 |
| Einzelbewerber  | 01     | 03,89  | −      | −      | −      | −      | −      | −      | 01     | 03,4   | −      | −      | −      | −      | −      | −      | −     | −    |
| Gesamt3         | 26     | 100    | 26     | 100    | 26     | 100    | 32     | 100    | 33     | 100    | 33     | 100    | 33     | 100    | 33     | 100    | 33    | 100  |
| Wahlbeteiligung | 64,2 % | 64,2 % | 66,9 % | 66,9 % | 69,0 % | 69,0 % | 74,3 % | 74,3 % | 88,5 % | 88,5 % | 78,3 % | 78,3 % | 80,2 % | 80,2 % | 79,1 % | 79,1 % | n/v   | n/v  |

1 Unabhängige Wählergemeinschaft/Unabhängige Wählergemeinschaft Borgentreich
2 Christliche Wählergemeinschaft
3 ohne Berücksichtigung von Rundungsdifferenzen

### Bürgermeister
Zum Bürgermeister von Borgentreich gewählt wurde 2020 Nicolas Alexander Aisch (CDU) mit 57,26 % der Stimmen.
Seine Vorgänger waren:
- 1975–1976: Bernhard Temme
- 1976–1980: Meinolf Michels
- 1981–1994: Adolf Gabriel (CDU)
- 1994–1999: Günther Niggemann (CDU)
- 1999–2014: Bernhard Temme (CDU)[27]
- 2014–2020: Rainer Rauch (CDU)

### Wappen, Flagge und Siegel

Wappen der Stadt
Banner
Hissflage
Wappen der Stadt bis 1976
Banner bis 1976
Wappen der ehem. Stadt Borgholz
Wappen der ehem. Stadt Borgholz von 1908
Banner der ehem. Stadt Borgholz

Der Stadt Borgentreich ist mit Urkunde des Regierungspräsidenten in Detmold vom 19. Juli 1976 das Recht zur Führung eines Wappens und einer Flagge verliehen worden. Weiterhin führt ein Dienstsiegel mit dem Stadtwappen. (Hauptsatzung § 2)
Beschreibung des Wappens:

Von Rot und Gold (Gelb) gespalten, vorn ein goldenes (gelbes) Vortragekreuz, hinten eine rote Lilie, darunter ein blauer dreifach gestaffelt-gezinnter Schildfuß.
Das Vortragekreuz ist ein Zeichen der ehemaligen Stadt Borgentreich, die rote Lilie eines der ehemaligen Stadt Borgholz. Die zwölf Mauerzinnen in blauer Farbe darunter repräsentieren die heutigen zwölf Ortsteile.
Beschreibung der Flagge:

von Rot und Gelb längsgestreift mit dem Wappenschild der Stadt.
Beschreibung des Siegels:

Umschrift: STADT BORGENTREICH. Siegelbild: Im Schriftgrund der Inhalt des Stadtwappens.

### Städtepartnerschaften
Borgentreich unterhält seit dem Stadtfest am 12. September 1986 eine Städtepartnerschaft zur französischen Stadt Rue im gleichnamigen Kanton in der Picardie (Frankreich). Die Beziehungen werden vornehmlich vom Borgentreicher „Freundschaftsverein für internationale Beziehungen“ in Form von Besuchskontakten organisiert.
Seit 1990 besteht zudem eine Städtefreundschaft zu Schlieben im Landkreis Elbe-Elster (Brandenburg).

## Kultur und Sehenswürdigkeiten

### Theater
Borgentreich verfügt über kein eigenes Theater. Die Laienschauspielgruppe Lustiges Börde-Theater führt in Borgentreich regelmäßig Theaterstücke auf. Weitere Laienschauspielgruppen gibt es in Großeneder und Natzungen.

### Museen

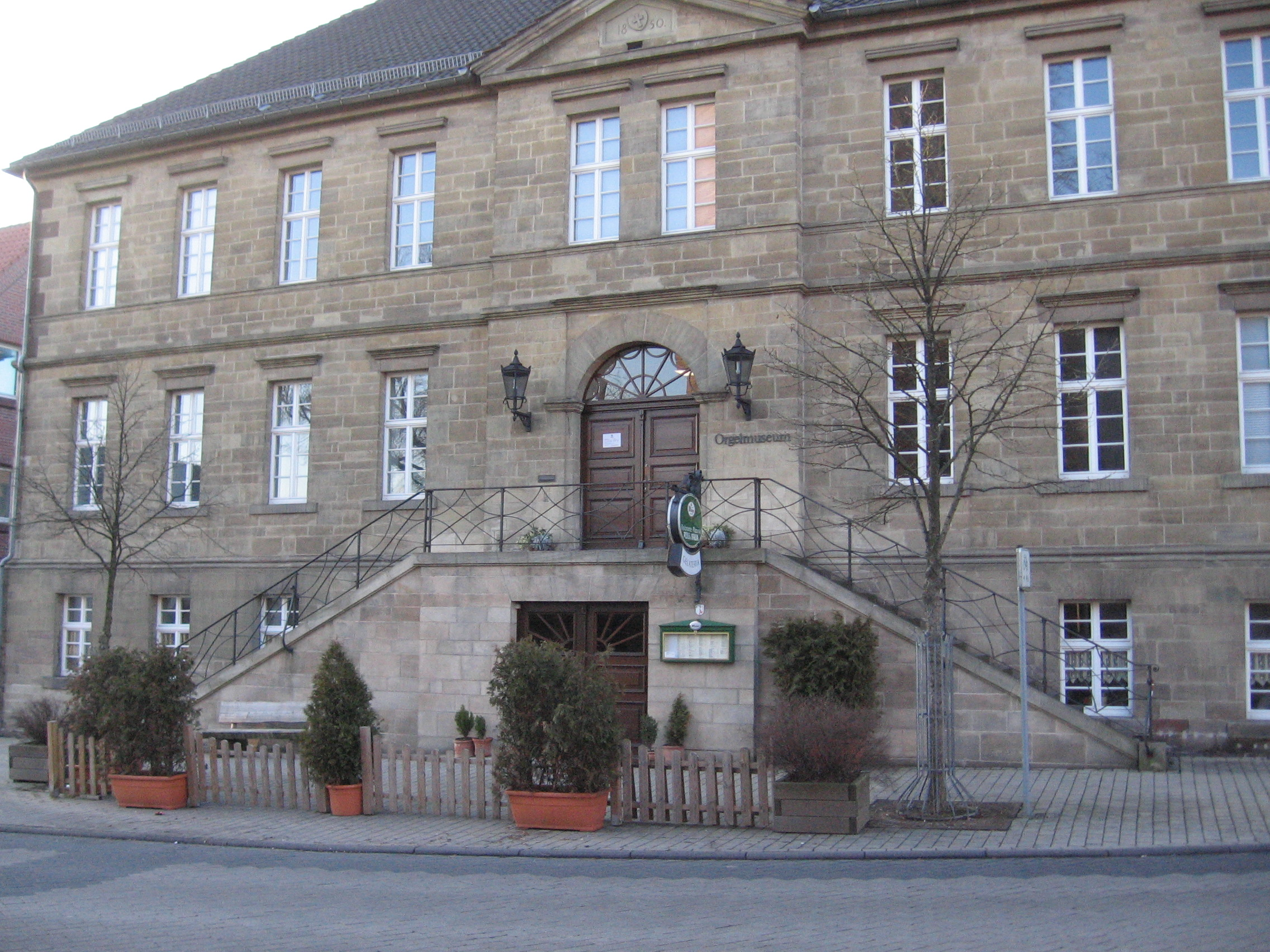
Orgelmuseum Borgentreich

Seit 1980 besteht in Borgentreich das erste Orgelmuseum Deutschlands im ehemaligen Rathaus.
Das Museum Dorfgeschichte im Ortsteil Borgholz gibt auf einem ehemaligen Bauernhof Einblick in das bäuerliche Leben von zwischen etwa 1900 und 1960. Gezeigt werden alte landwirtschaftliche Maschinen und Geräte. Zur Dauerausstellung gehören unter anderem eine große Dreschmaschine, eine Dampfmaschine und ein Lanz Bulldog. Seit September 2009 werden im Außenbereich das Bahnhofsschild „BORGHOLZ“ und eine Schranke aus dem Streckenbereich Borgholz–Natzungen präsentiert. Ein nachgebauter Bahnsteig mit Bahnhofsuhr, Signal und Schaukasten erinnert an den ehemaligen Bahnhof und das über 25 Jahre existierende Bahnhofsmuseum Borgholz, das die Funktionsweise eines kleinen Landbahnhofs vor etwa 100 Jahren zeigte und im Juli 2009 geschlossen wurde.

### Musik
In Borgentreich gibt es Musikvereine für verschiedenste Interessen. Zu nennen sind der Männergesangverein Eintracht in Borgholz, der Gesangverein Concordia Natzungen, der Musikverein Borgentreich, der Musikverein Bühne, die Oberwälder Musikanten in Körbecke, sowie die Spielmannszüge in Natzungen, Borgholz, Großeneder, Manrode und Rösebeck. Überregionale Bekanntheit konnte die „Stage Band“ erreichen.
Die Stadt war Anfang der 1990er Jahre Sitz des Metal-Labels West Virginia Records, das daraus entstandene Musikstudio Stage One Studio ist im Ortsteil Bühne ansässig.

### Bauwerke

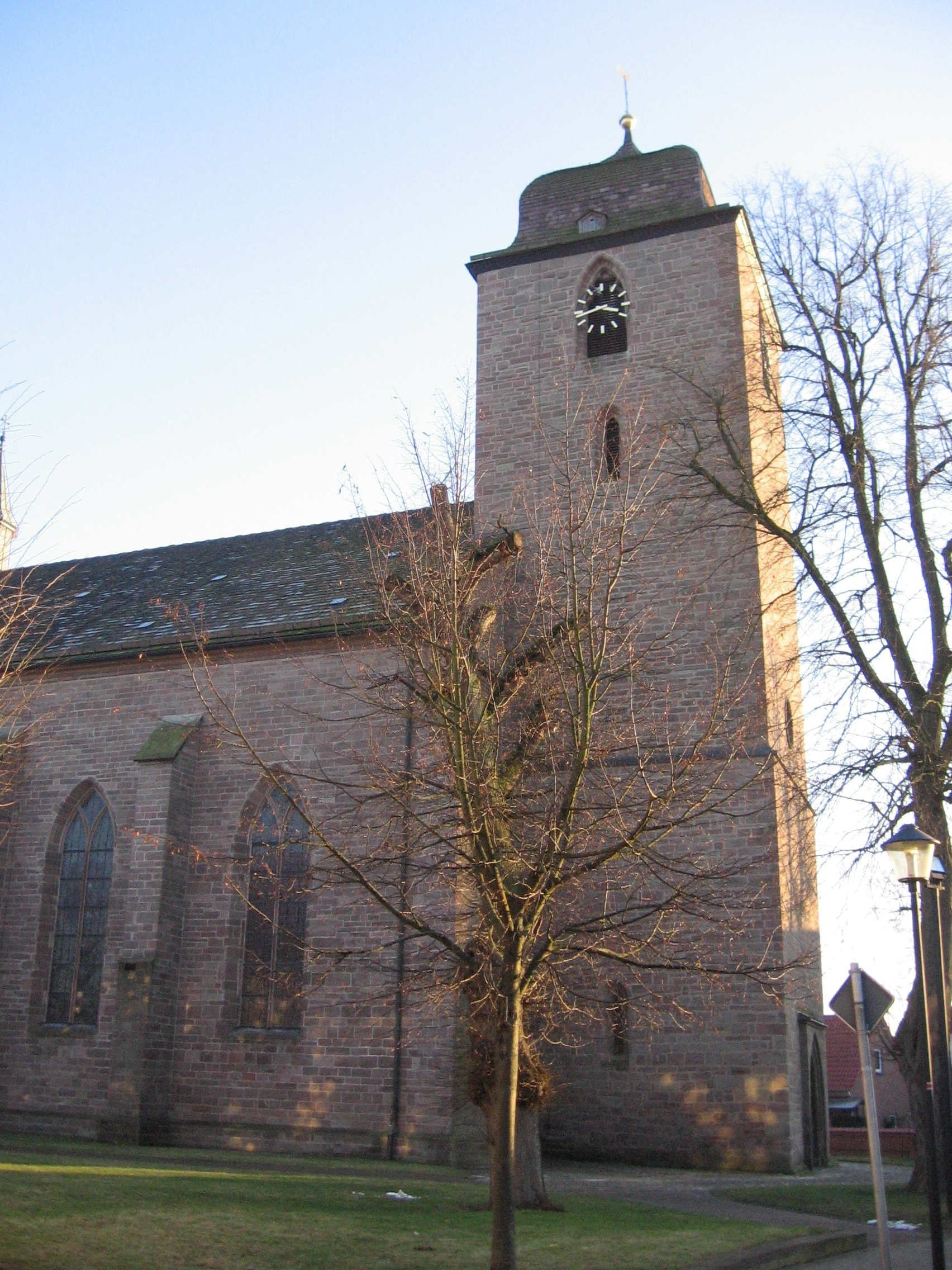
Pfarrkirche St. Johannes Baptist

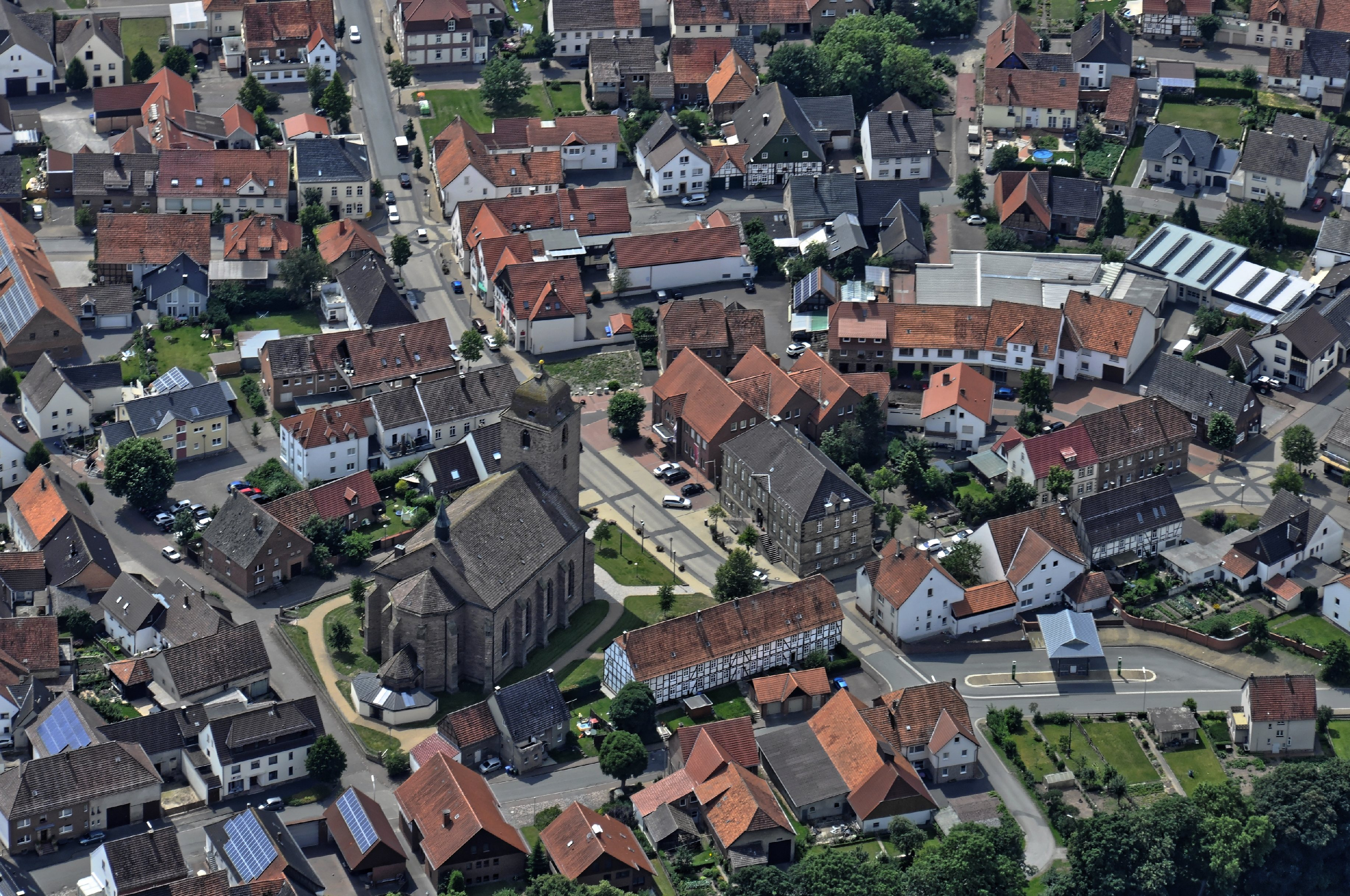
Die Kirche von oben

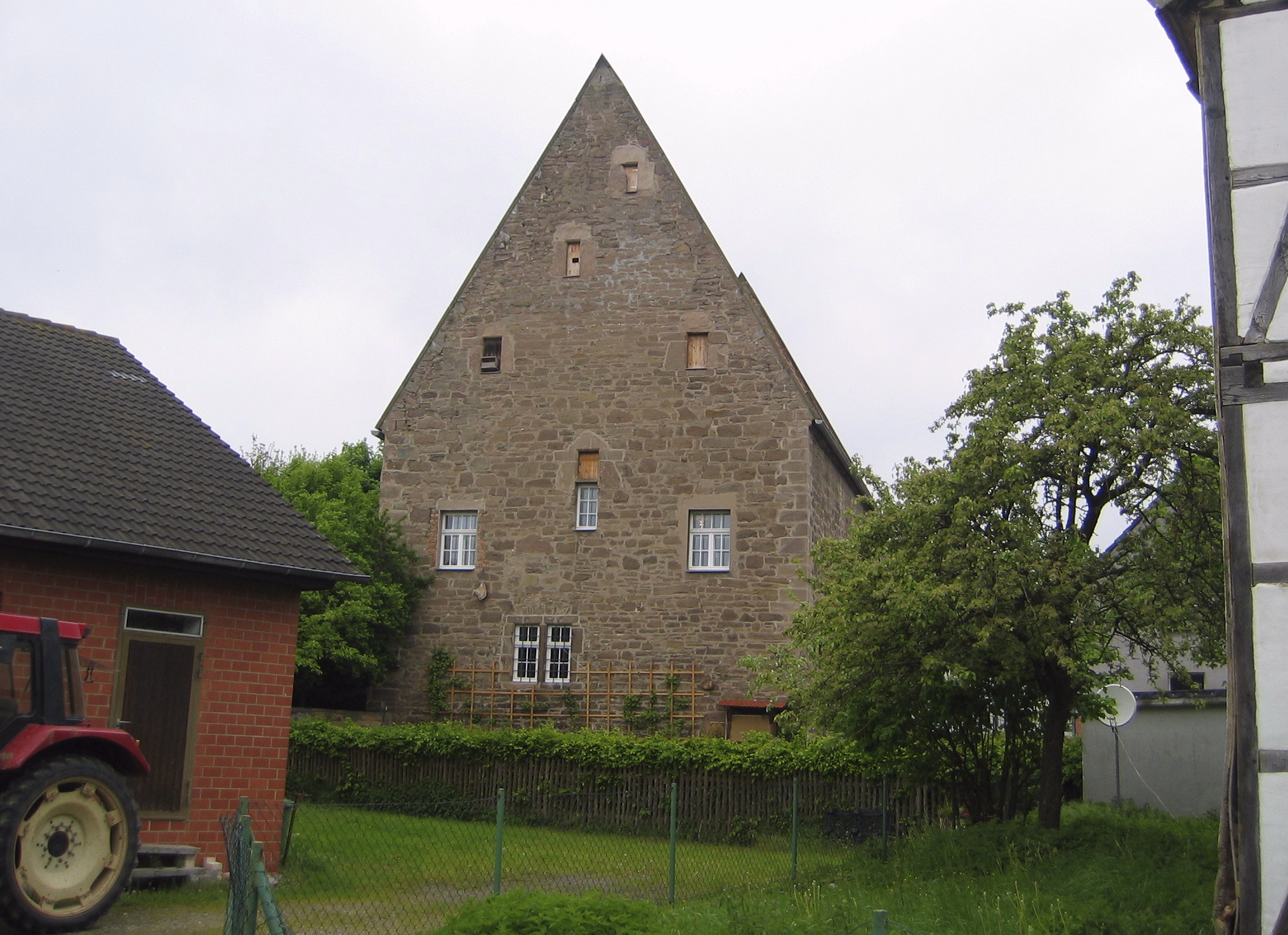
Steinernes Haus im Stadtkern von Borgentreich

#### Pfarrkirche St. Johannes Baptist
In der St.-Johannes-Baptist-Kirche befindet sich die historische Barockorgel von Borgentreich. Das Instrument war  im 17. Jahrhundert für die Klosterkirche des Klosters Dalheim erbaut worden. Im Zuge der Säkularisation wurde das Kloster Dalheim aufgelöst und das Inventar „versilbert“, wobei die Orgel – mit Genehmigung des preußischen Königs – nach Borgentreich verkauft und von dem Orgelbauer Isfording aufgestellt wurde.

#### Sonstige Gebäude

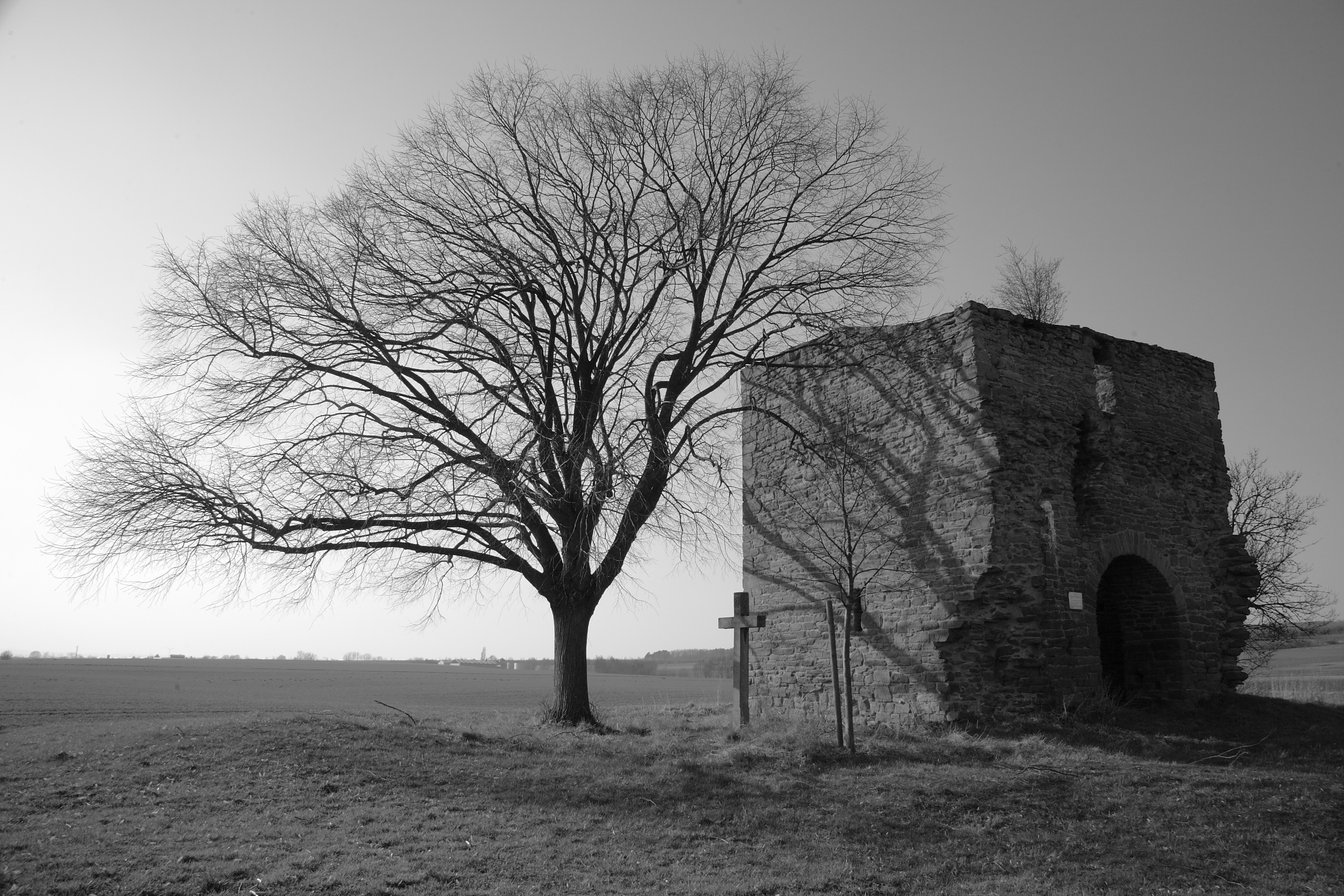
Ruine des Kirchturms der Emmerkekirche zwischen Borgentreich und Bühne in der Wüstung Emmerke

Ältestes Gebäude Borgentreichs ist das Steinerne Haus. Seine Geschichte ist eng mit dem Kloster Hardehausen verknüpft. Zisterzienser-Mönche nutzten die alte Zehntscheune von 1405/1406 bis 1803 als Kloster-Niederlassung. Das genaue Entstehungsdatum des Hauses ist nicht bekannt, es wird mit „um 1300“ angegeben. Aus dem Jahre 1313 ist ein Brand überliefert, insofern muss es zu diesem Zeitpunkt bereits bestanden haben. Als einer von nur wenigen in Westfalen erhaltenen Klosterhöfen ist das Gebäude von regionaler kulturhistorischer Bedeutung. Der Gewölbekeller des Steinernen Hauses wird auf das ausgehende 12. Jahrhundert datiert; er ist der älteste profane Gewölbekeller im weiten Umkreis. Nach dem Reichsdeputationshauptschluss 1803 ging das Kloster Hardehausen in den Besitz des preußischen Staates über, der das Steinerne Haus 1848 an die Stadt Borgentreich verkaufte, in deren Eigentum es sich bis heute befindet. Von 1920 bis 1952 wurde das Haus als Schule genutzt, danach bis 1977 teils zu Wohnzwecken vermietet. Anschließend stand das historische Gebäude leer und verfiel zunehmend. 1985 wurde es als Baudenkmal eingetragen. Nach Sanierung und innerem Umbau 1999 wurde das Haus zum Sitz der Landschaftsstation im Kreis Höxter sowie der Bürgerinitiative „Lebenswertes Bördeland und Diemeltal“, des Naturkundlichen Vereins Egge-Weser und des Aktionsbündnisses „Tag der Regionen“. Im 2. Obergeschoss befindet sich die kleine Kurt-Preywisch-Bibliothek mit dem Nachlass des wohl wichtigsten Naturforschers der zweiten Hälfte des 20. Jahrhunderts im Kreis Höxter. Zudem können Naturfreunde während der Geschäftszeiten die kleine Dauerausstellung an Präparaten und Schädel heimischer Tiere sowie von Bildern und Tafeln zur Natur und zum Naturschutz im Kreis Höxter ansehen, die sich im Steinernen Haus befindet.

### Naturschutzgebiete und Naturdenkmäler
Sechs Naturschutzgebiete mit Gesamtgröße von rund 287 Hektar sind im Stadtgebiet ausgewiesen. Dies sind das „Rösebecker Bruch“, das „Körbecker Bruch“, das „Untere Eggeltal“, der „Samensberg“, der „Schwiemelkopf“ und der „Lebersiek“ (siehe dazu auch die Liste der Naturschutzgebiete im Kreis Höxter). Alle Borgentreicher Naturdenkmale sind Solitärbäume oder Baumgruppen.

### Sport
Die Stadt Borgentreich bietet den Sportvereinen in zehn Ortschaften Rasenplätze mit Umkleiden an. Sechs Sporthallen an den Schulen und ein beheiztes Frei- und Hallenbad ergänzen das Angebot.
Allgemeine Sportvereine in Borgentreich sind der VfR Borgentreich und die Sportvereine Borgholz/Natzungen und Lütgeneder. Tischtennis wird in Borgentreich und Borgholz angeboten. Die Ortschaft Natzungen verfügt über eine DLRG-Ortsgruppe. Die St.-Sebastian-Schützenbruderschaft Borgentreich unterhält eine Schießsportabteilung.

### Regelmäßige Veranstaltungen
Seit 1977 wird in Borgentreich das Stadtfest gefeiert. Es findet jährlich am zweiten Wochenende im September statt.
Von 2009 bis 2014 fand auf dem Gelände der ehemaligen Desenberg-Kaserne Anfang August das Freakstock-Festival der Jesus Freaks statt.

## Wirtschaft und Infrastruktur

### Verkehr

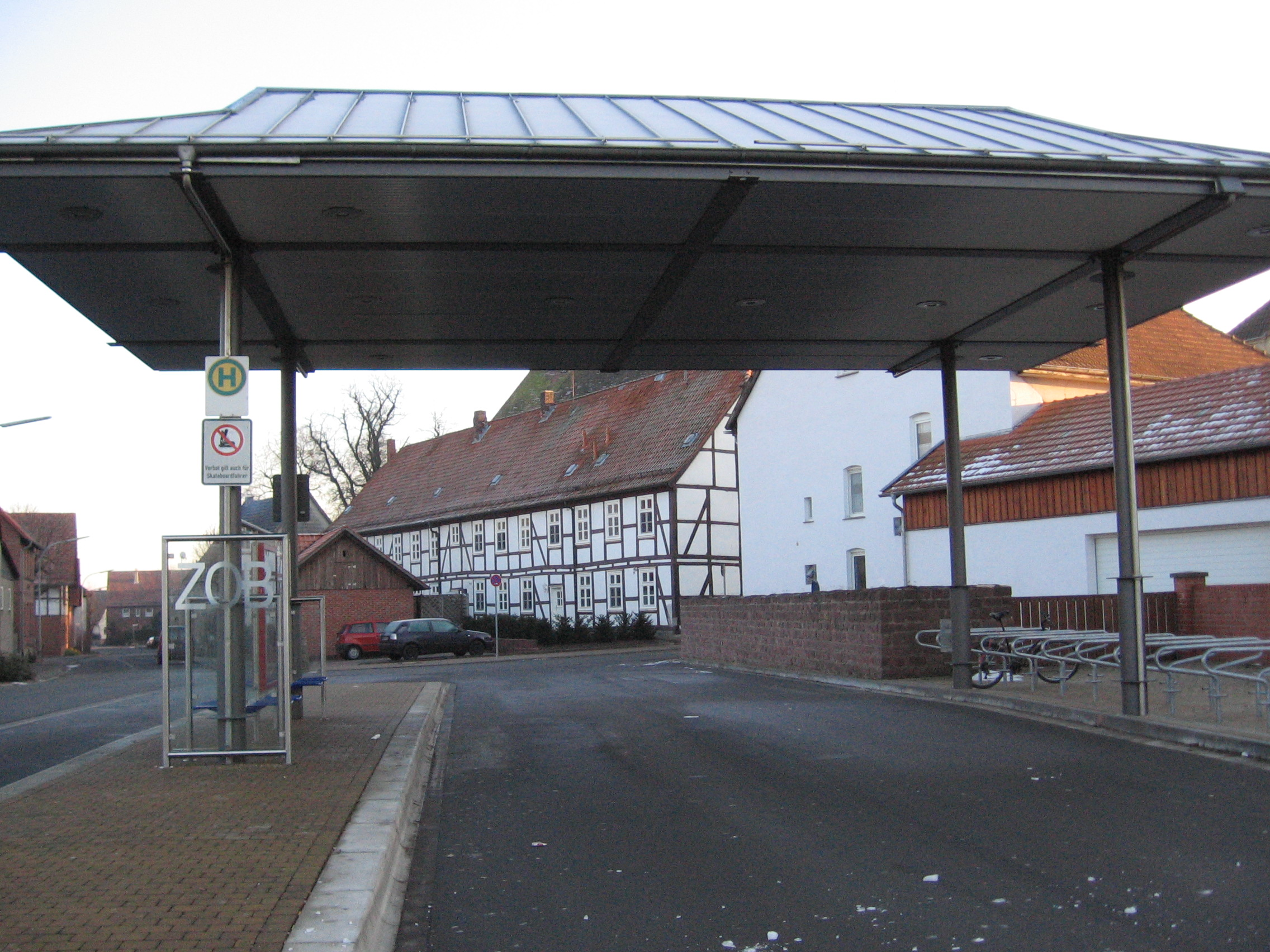
Busbahnhof in Borgentreich

Borgentreich liegt an der B 241, die von Hohenwepel (bei Warburg) nach Vienenburg führt. Die Borgentreicher Ortsteile Borgholz und Natzungen hatten Bahnhöfe an der bis 1984 betriebenen Bahnstrecke Holzminden–Scherfede. Seitdem diese Strecke stillgelegt ist, befindet sich der nächste Bahnhof in Warburg. Der öffentliche Personennahverkehr wird im Nahverkehrsverbund Paderborn-Höxter durchgeführt, es bestehen regelmäßige Busverbindungen in die Ortsteile und die umliegenden Städte und Gemeinden. Der nächstgelegene Verkehrsflughafen ist der Flughafen Paderborn-Lippstadt in rund 60 km Entfernung.

### Medien
An Tageszeitungen erscheinen die Neue Westfälische und das Westfalen-Blatt, sie berichten an sechs Tagen pro Woche über lokale Ereignisse. Der Mantelausgabe beider Zeitungen wird von den jeweiligen Hauptredaktionen aus Bielefeld bezogen. Zudem erscheint vierteljährlich im Hochstift Paderborn die Zeitschrift Die Warte für die Kreise Paderborn und Höxter, mit Beiträgen zur Regionalgeschichte, Literatur und Kunst.
Borgentreich gehört zum Berichtsgebiet des Regionalstudios Bielefeld des WDR. Aufgrund der geografischen Nähe zu Hessen können auch die Programme des Hessischen Rundfunks empfangen werden. Im Gebiet des ehemaligen Hochstifts Paderborn, zu dem auch Borgentreich gehörte, gibt es seit 1991 den Radiosender Radio Hochstift, der insbesondere regionale Themen aufgreift und im Vergleich zu den überregionalen Sendern (z. B. WDR) einen höheren Höreranteil besitzt.

### Öffentliche Einrichtungen
Die Stadtwerke Borgentreich gliedern sich in vier Teilbereiche. Sie sichern die Stromversorgung in der Kernstadt, versorgen alle 12 Stadtteile mit Frischwasser, betreiben ein Blockheizkraftwerk für das Schulzentrum, Sporthalle und Hallenbad und betreiben das örtliche Frei- und Hallenbad.
Landschaftsstation im Kreis Höxter: Biologische Station (Betreuung und Pflege von Naturschutz- und Natura-2000-Gebieten im Kreis Höxter), Steinernes Haus – Zur Specke 4.

### Bildung
Die Stadt bietet im Stadtgebiet verteilt vier Grundschulen und eine Sekundarschule im Stadtkern, welcher ein Teilstandort der Sekundarschule Warburg ist. Für weitergehende Angebote müssen umliegende Gemeinden genutzt werden.
Im Jahr 2007 wurden an den Borgentreicher Schulen mit 58 Lehrkräften insgesamt 966 Schüler unterrichtet, davon 45,8 % an den Grundschulen, 20,5 % an der Haupt- und 33,7 % an der Realschule.
In den Ortschaften Borgentreich und Borgholz existieren katholische öffentliche Büchereien. In Borgentreich arbeiten 29 Ehrenamtliche im Büchereiteam im Seniorenzentrum. Im Borgholzer Pfarrheim sind 1.800 Medien vorrätig, die von den acht ehrenamtlichen Mitarbeiterinnen und Mitarbeitern verwaltet werden.

### Ansässige Unternehmen
Borgentreich zeichnet sich durch eine mittelständische Wirtschaftsstruktur aus. Bedeutendster Erwerbszweig in absoluten Zahlen ist das verarbeitende Gewerbe, in dem 36,2 % der am Ort Beschäftigten tätig sind.

## Persönlichkeiten
Ehrenbürger:
- Adolf Gabriel (1926–2005), Bürgermeister von 1981 bis 1994, Ehrenbürger seit 19. Dezember 1994

Söhne und Töchter der Stadt:
- Jordanus Nemorarius (auch Jordanus de Nemore genannt; 1225–1260), Mathematiker des Mittelalters (Borgentreich als Geburtsort ist umstritten)
- Jenny Kork (1872–1951), Malerin
- Günter Lange (1932–2024), römisch-katholischer Priester und Religionspädagoge
- Meinolf Michels (1935–2019), Politiker und ehemaliger Bundestagsabgeordneter
- Karl Hengst (1939–2021), römisch-katholischer Theologe und Professor für Kirchengeschichte und Bistumsgeschichte an der Theologischen Fakultät Paderborn
- Bernhard Temme (* 1952), erster hauptamtlicher Bürgermeister der Stadt Borgentreich von 1999 bis 2014
- Jürgen Stellpflug (* 1956), deutscher Journalist, 1989 bis 2018 Chefredakteur und Geschäftsführer der Zeitschrift Öko-Test

Weitere Persönlichkeiten, die in Borgentreich gelebt und/oder gewirkt haben:
- Johann Patroclus Möller (1698–1772), Orgelbauer, hat die ehemals im Augustinerinnen-Kloster Dalheim befindliche und in die St. Johannes Pfarrkirche in Borgentreich verbrachte Orgel erweitert
- August Dissen (1875–1933), ab 1907 Bürgermeister von Borgentreich